# عندق رقيق
عندق رقيق (الاسم العلمي: Nemipterus gracilis) (بالإنجليزية: Graceful threadfin bream)‏ هو نوع من الأسماك يتبع جنس العندق من فصيلة العندقات.